# Martinskirche (Ludwigshafen)

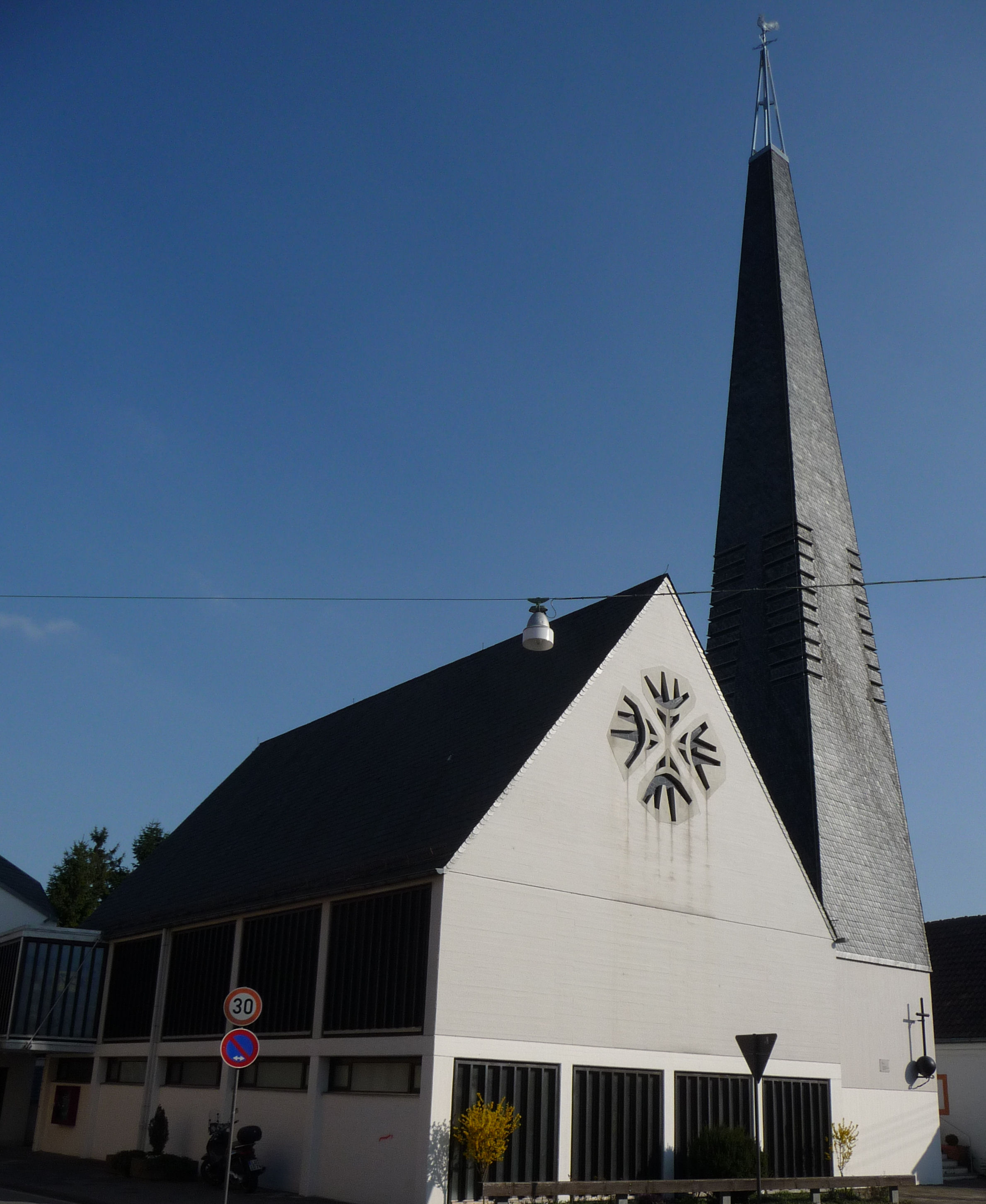
Martinskirche mit dem 40 Meter hohen Turm

Die Martinskirche ist eine protestantische Kirche im Ludwigshafener Stadtteil Maudach in Rheinland-Pfalz, die mit ihrem spitz aufragenden Turm das Ortsbild prägt.

## Geschichtliche Hintergründe
In der Folge des Augsburger Religionsfriedens von 1555 mussten die Maudacher mehrmals ihre Konfession wechseln. Die Junker von Hirschhorn und Maudacher Lehenshaber wurden um 1550 mitsamt ihren Untertanen lutherisch. Im Dreißigjährigen Krieg besetzten spanische Truppen die Region und die Einwohner Maudachs mussten zum Katholizismus übertreten. Nach dem Heimfall von Maudach an den Fürstbischof von Speyer 1632 blieben viele Maudacher katholisch. Da die Kurfürsten der Pfalz aber die Landeshoheit ausübten, gab es auch Protestanten im Ort.
Mit dem Tauschvertrag von Düsseldorf erwarb der pfälzische Kurfürst 1709 das volle Eigentum an Maudach. Die Kirche St. Michael blieb dabei den Maudacher Katholiken vorbehalten. Da es in der damaligen Zeit nur wenige Protestanten in Maudach gab, erhoben diese anfänglich keinen Widerspruch. Die katholischen Geistlichen tauften die protestantischen Kinder, segneten die Ehen der Protestanten und beerdigten die protestantischen Verstorbenen. Aber bereits 1724 begehrten die Protestanten erfolglos von ihrem Landesherren, dass der lutherische Pfarrer von Rheingönheim „ihre Kindlein taufe, die Paare traue und die Toten beerdige“.
Diese Ablehnung schuf große Spannungen. Diese entluden sich am dritten Pfingstfeiertag 1763 abends nahe der Kirche in einer Schlägerei zwischen Protestanten und Katholiken, wobei die Kontrahenten mit Mistgabeln und Dreschflegeln aufeinander losgingen. Die Protestanten holten Verstärkung in Mutterstadt und Rheingönheim. Die Akten sprechen davon, dass es „wie in einer kleinen Schlacht“ war.
1765 brachten die Maudacher Protestanten ihr Anliegen erneut vor den Kurfürsten. Wiederum wurde ihnen ein „freies Religionsexerzitium“ (Religionsausübung) verwehrt, jedoch mit Hinweis auf die „landesfürstliche Milde“ erlaubt, dass ein protestantischer Pfarrer, „ohne äußere Zeichen eines verrichtenden Pfarraktus“ die kranken Maudacher Einwohner besuchen dürfe und dass begüterte Einwohner sich „ohne Zuziehung anderer Benachbarter“ einen Hauslehrer halten durften.
Die Verstorbenen mussten in aller Stille an die Gemarkungsgrenze gebracht werden, wo sie der lutherische Pfarrer in Empfang nahm und beerdigen durfte. Die protestantische Kirchengemeinde wurde von Ort zu Ort weitergereicht. Ab 1789 gehörte die Kirchengemeinde zu Rheingönheim, ab 1818 zu Mutterstadt, ab 1933 zu Ludwigshafen-Gartenstadt. 1956 wurde sie selbständiges Vikariat.

## Erstes Kirchengebäude

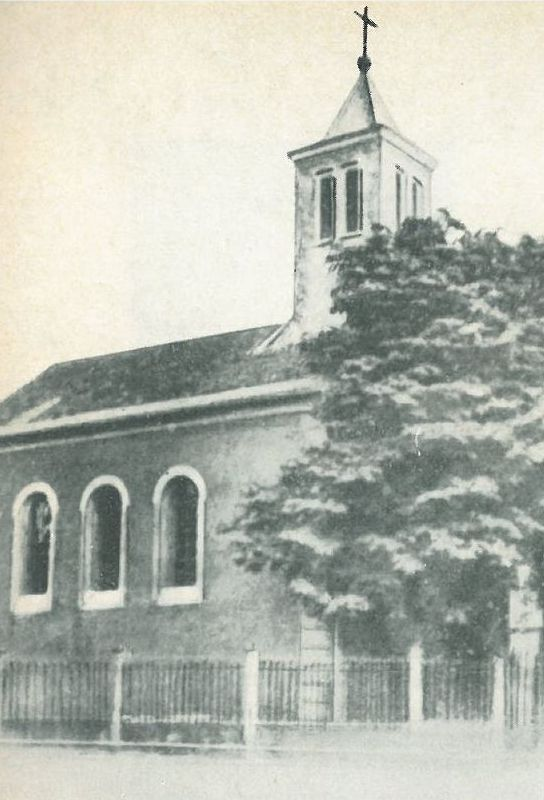
Alte Martinskirche: Auf dem Dach über dem Eingang befand sich Dachreiter mit Glocke, auf seiner Spitze ein Kreuz mit Kugel.

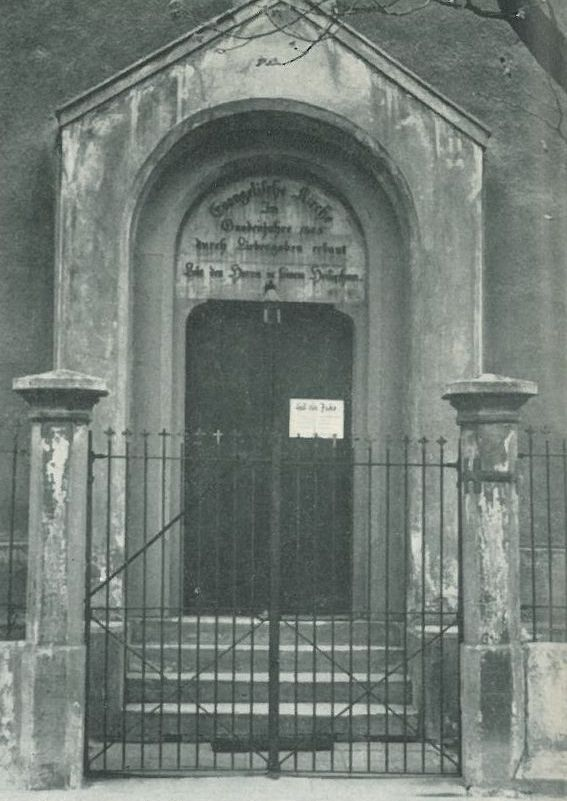
Tür der alten Martinskirche: „Evangelische Kirche. Im Gnadenjahre 1845 durch Liebesgaben erbaut. Lobt den Herrn in seinem Heiligthum.“

Am 7. Juni 1843 wurde von Simon Zimmern aus Mannheim für 112 Gulden ein Bauplatz gekauft. Die Gemeinde steuerte 300 Gulden bei, die Protestanten brachten 996 Gulden und 30 Kreuzer auf, zwei Juden aus Mutterstadt 70 Gulden. Der Rest bis zu den vollen Erstehungskosten von 3.732 Gulden und 57 Kreuzer wurde durch eine Hauskollekte in Speyer, Frankenthal, Neustadt, Landau, Germersheim und Bergzabern erbracht.

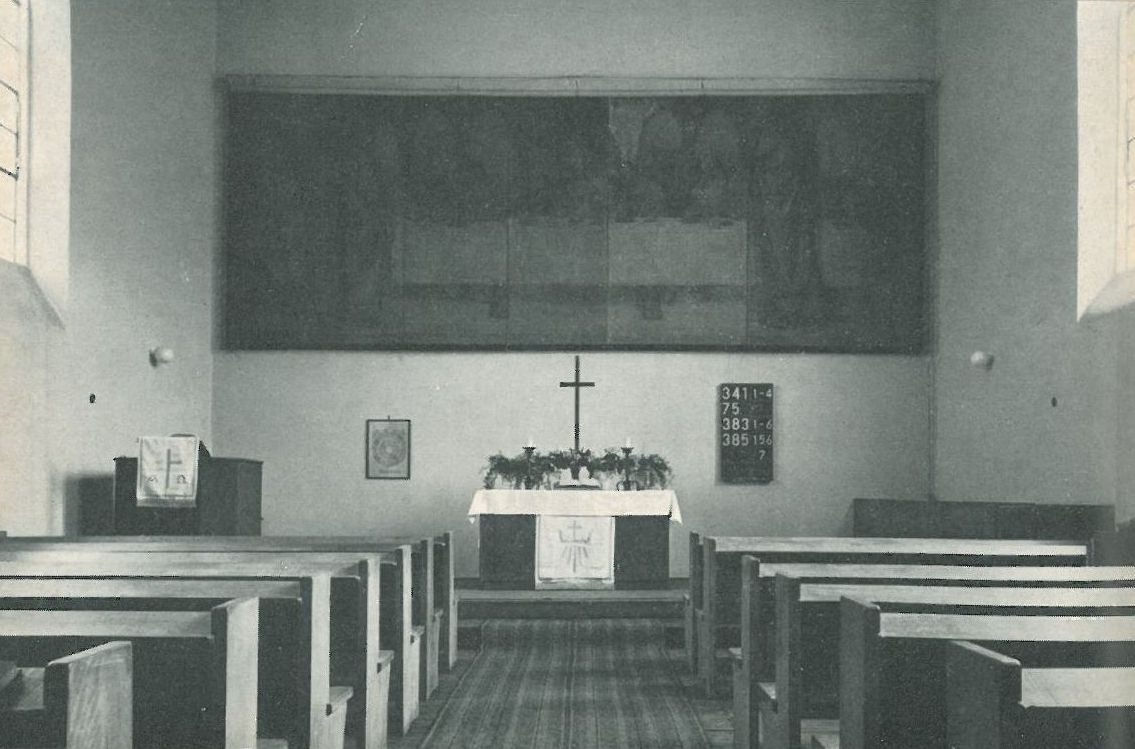
Innenraum

Das Kirchengebäude sah für 156 Maudacher Protestanten etwa 200 Sitzplätzen vor, war also auf Zuwachs gebaut. Auf einem Podest vor der Ostwand stand ein einfacher Altar, über dem an der Wand die Kanzel mit einem Deckel angebracht war. Neben der Kanzel standen zwei Sprüche:
„Jesus spricht: Ich bin das Licht der Welt...“ (Evangelium nach Johannes; 8.12)
„Ich bin der Weg, die Wahrheit und das Leben...“ (Evangelium nach Johannes; 14.6)
1905 baute die Orgelmanufaktur Gebr. Link aus Giengen an der Brenz eine Orgel, mit sechs Registern und vielen Zinkpfeifen eine typische pneumatische Orgel der Zeit.
Zwar hatten die Maudacher Protestanten nun eine eigene Kirche, wo auch der sonntägliche Gottesdienst gehalten wurde, zu dem der Geistliche aus Mutterstadt kam. Sie blieben aber ein „Annexe“ (Anhängsel) der Pfarrei Mutterstadt, wo auch der Konfirmandenunterricht erteilt wurde.
Gegen Ende des 19. Jahrhunderts begann die protestantische Kirchengemeinde für eine neue Kirche zu sammeln, denn mittlerweile war die Bevölkerung infolge der Industrialisierung in Ludwigshafen auf 1.700 Einwohner angewachsen. 60.000 Reichsmark waren angespart, als der Erste Weltkrieg zu Ende war, aber die Inflation von 1922/23 vernichtete die Ersparnisse vollständig.
Am Ende des Zweiten Weltkriegs brannte die Kirche bei einem Bombenangriff am 1. Februar 1945 aus, wurde allerdings sofort instand gesetzt und am Ersten Advent desselben Jahres wieder benutzt.
„An den Herrn Gouverneur der Militärregierung in Ludwigshafen
Betrifft: Reparatur der protestantischen Kirche von Ludwigshafen-Maudach
Die protestantische Kirche von Ludwigshafen-Maudach ist beim Großangriff vom 1. Februar 1945 ausgebrannt. Die Umfassungsmauern sind vollständig erhalten und nach dem Gutachten des Bausachverständigen weiter verwendbar. Der Dachstuhl samt Kirchendecke und Inneneinrichtung sind vollständig verbrannt. Die Gemeinde (800 Seelen) ist ohne Gotteshaus und muss ein in keiner Weise ausreichendes Zimmer in einem Privathaus für ihre gottesdienstlichen Zusammenkünfte benutzen. Die Gemeinde ist daher genötigt und bestrebt, die behelfsmäßige Wiederherstellung der Kirche baldmöglichst durchzuführen, und zwar mit freiwilligen Kräften aus den Gemeindegliedern. Als Baumaterial benötigen wir vor allem Holz für Gebälk des Dachstuhles und Deckenverkleidung. 
Im Vertrauen auf das Entgegenkommen der Militärregierung hoffen wir, das Baumaterial aus Abbruchmaterial der ehemaligen Scheinwerferstellung zwischen Maudach und Oggersheim zu erhalten. Wir bitten um Freigabe der defekten Baracken dieser Stellung und der ca. 50 Lichtmasten der ehemaligen Lichtzuleitung zu dieser Stellung. Bemerkt sei, dass die Dachmaße der ausgebrannten Kirche und der Baracken hinsichtlich der Breite (8 m) übereinstimmen. Ferner bitten wir, die Zuteilung von Glas für die 6 Kirchenfenster (1 × 2,50) zu genehmigen = 15 qm. 
Für baldgefällige Zusage wären wir auch deshalb dankbar, weil z. Zt. viel Material von Unbefugten entwendet wird und die Gefahr besteht, dass bei längerer Verzögerung in den Stellungen nichts mehr vorzufinden ist.“
Die Wiederherstellung war ein Provisorium. Die Decke war undicht und der Ofen funktionierte nicht. Die Gemeinde aber vermisste am meisten den Kirchturm mit seinen Glocken.

## Zweites Kirchengebäude

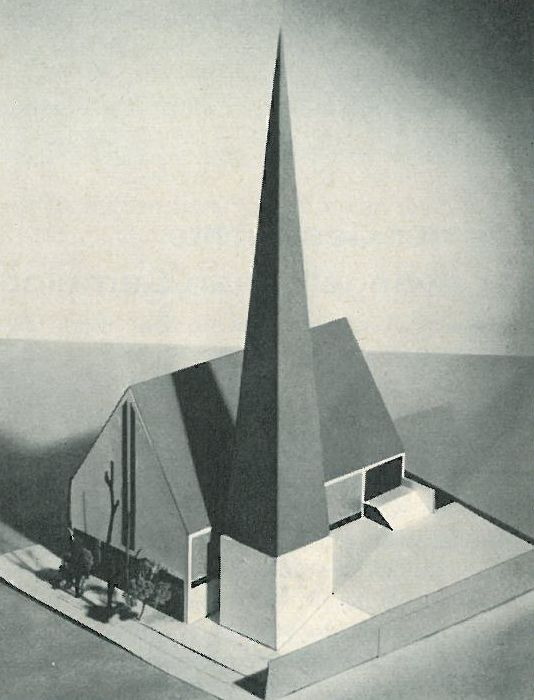
Modell
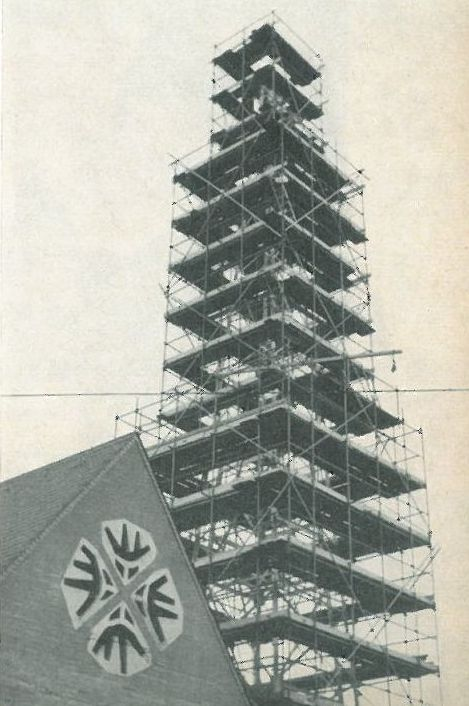
Gerüst am Turm
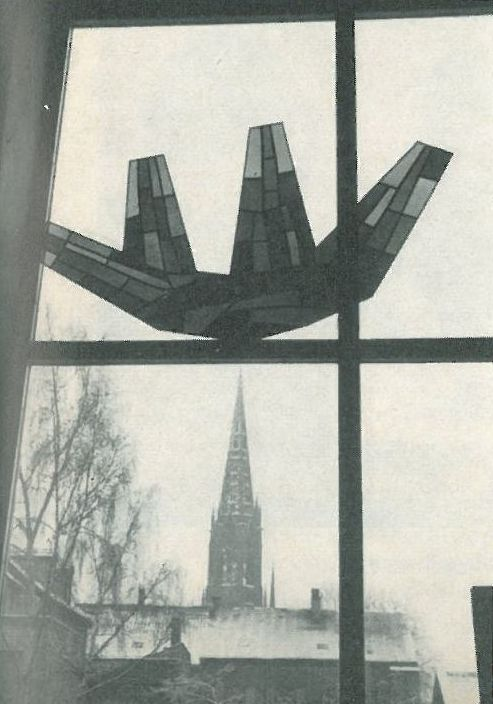
Teil der Rosette

Das Anwachsen der Kirchengemeinde, vor allem aber das Fehlen jeglicher Gemeinderäume, gab den Anstoß zu den Bauplänen. Dabei dachte man allerdings zunächst nur an einen Anbau an die bestehende Kirche.

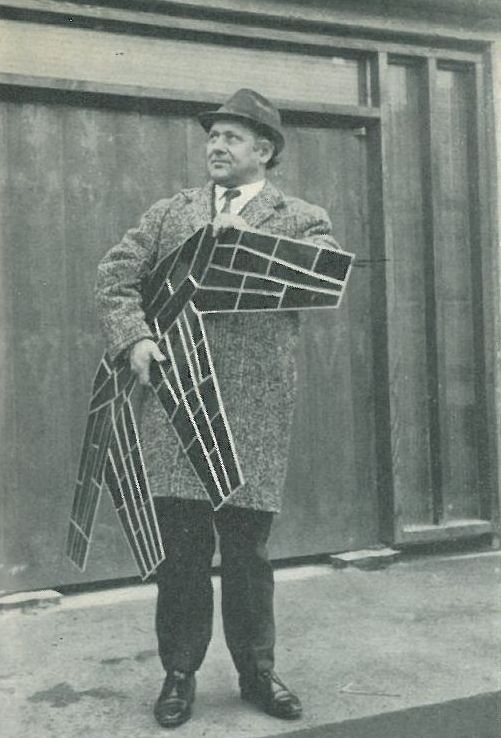
Die Rosette in der Giebelwand stammt vom Neustadter Bildhauer und Maler Fritz Wiedemann

Am 8. Februar 1957 wurde dann das Programm für den Neubau festgelegt und am 28. Juni 1959 beschlossen:
- Gemeindesaal (50 Plätze)
- zwei kleine Säle (je 25 Plätze)
- Kohlenkeller mit Heizanlage
- Spielraum für die Jugend
- Turm mit Geläute

An die Stelle des vorgesehenen Pultdaches trat, der dörflichen Umgebung angemessen, ein Satteldach.
Nachdem der Landeskirchenrat am 9. September 1963 die Genehmigung erteilte, begannen am 28. Oktober die Bauarbeiten, nach dem letzten Gottesdienst am 8. Dezember wurde die alte Kirche abgerissen.
Auf dem Grundstück der alten Kirche plante Architekt Ulrich Wohlgemuth einen zweigeschossigen Baukörper mit Satteldach und für den Turm einen quadratischen Schaft mit gleichseitiger Pyramide.
Die Zugänge zu dem im Obergeschoss liegenden, ca. 200 Personen fassenden Kirchenraum führen über zwei Treppenanlagen auf einen erhöhten Kirchplatz.
Im Erdgeschoss befinden sich ein Gemeindesaal, ein Jugendraum, ein Bastelraum, eine Teeküche, ein Heizraum und WCs.
Die Kirche ist aus Materialien gebaut, die in ihrer natürlichen Beschaffenheit gezeigt werden. Das sind vor allem Beton, Glas, Holz und Naturschiefer. Der später angebaute Aufzugschacht wurde stilistisch angepasst.
| Bauzeit    | 1845, 1964                                        |
| Zerstörung | 1945                                              |
| Architekt  | Ulrich Wohlgemuth, Worms                          |
| Baustil    | moderner Stahlbetonbau                            |
| Turmhöhe   | 40 m                                              |
| Glocken    | fis1–a1–cis2; 686 kg, 478 kg, 240 kg              |
| Orgel      | 1965 Oberlinger, 8 Register, 1 Manual, mechanisch |
| Fläche     | 230 m²                                            |
| Sitzplätze | 225                                               |
| Lage       | Martinskirchplatz 1 in 67067 Ludwigshafen-Maudach |
| Pfarrer    | Michael Lupas                                     |
| Pfarrhaus  | Kaiserstraße 28                                   |

## Situation heute
Maudach hat heute knapp 7.000 Einwohner, davon sind knapp 2.000 protestantisch, knapp 3.000 katholisch.
Zur Kirchengemeinde gehört die Martinskirche mit ihrer Unterkirche, in der sich die Gemeinderäume befinden. Das Pfarrhaus mit Pfarramt steht in der Kaiserstraße und schließt direkt an den Kindergarten KiBiTop an.
Kirchlich gehört die Kirchengemeinde zum Kirchenbezirk (Dekanat) Ludwigshafen, bzw. zur Evangelischen Kirche der Pfalz (Protestantische Landeskirche).
Mit der Nachbargemeinde Rheingönheim bildet sie seit 2003 die „Kooperationsregion Südwest“.